# Ringfotad brynblomfluga
Ringfotad brynblomfluga (Epistrophe annulitarsis) är en tvåvingeart som först beskrevs av Stackelberg 1918.  Ringfotad brynblomfluga ingår i släktet brynblomflugor, och familjen blomflugor. Arten har ej påträffats i Sverige. Inga underarter finns listade i Catalogue of Life.